# Дудеева, Татьяна Иннокентьевна
Татьяна Иннокентьевна Дудеева (13 февраля 1956 — 2002) — советская балерина, заслуженная артистка РСФСР.

## Биография
Родилась 13 февраля 1956 года. Выпускница Бурятского хореографического училища (1974 г., педагоги — Э. Кондратьева, А. Кузнецова).
В 1976 году проходила стажировку в Ленинградском академическом хореографическом училище им. А. Я. Вагановой в классе балетмейстера Г. Морковиной.
Талантливая балерина, вписавшая свою страницу в балетную историю Бурятии, Татьяна Дудеева прекрасно владела техникой классического танца. Исполняемые ею партии отличались совершенством рисунка и особым изяществом.
«Меня захватила Татьяна Дудеева — волнующая, трепетная, трогательная Жизель. Моё пожелание театру — беречь этот спектакль, сохранять его в репертуаре. Я давно не видела такой „Жизели“ по уровню исполнительской культуры». Так отзывалась о Жизели Т. Дудеевой и о самом спектакле в 1989 году после выступления театра на сцене Ленинградского государственного академического театра оперы и балета имени С. М. Кирова театровед и театральный критик Наталия Михайловна Садовская.
В последние годы своей жизни работала художественным руководителем Муниципального театра классического балета «Элиста» (Калмыкия).

## Смерть
Скончалась в 2002 году в Элисте из-за несчастного случая, связанного с утечкой бытового газа.

## Награды и звания
- Заслуженная артистка РСФСР (1990)
- Лауреат премии комсомола Бурятии (1984)
- Награждалась почётным знаком "За активное участие в культурном обслуживании строителей БАМа (1982)
- Солистка балета Бурятского государственного академического театра оперы и балета им. н. а. СССР Г. Ц. Цыдынжапова с 1974 года
- Участница: XII Всемирного фестиваля молодёжи и студентов в Москве, IX Международного балетного конкурса в Варне, Всесоюзного конкурса артистов балета (Москва, 1984), творческих отчётов театра в Москве и Ленинграде в 1979, 1989 гг., Дней культуры Бурятии в Москве, в МНР, I Всероссийского фестиваля «Молодые голоса и молодой балет России» (г. Улан-Удэ), I Всероссийского фестиваля «Северный дивертисмент»[1].

## Работы в театре
- Одетта-Одиллия в «Лебедином озере» П. И. Чайковского
- Жизель в одноимённом балете А. Адана
- Мария в «Бахчисарайском фонтане» Б. Асафьева
- Джульетта в «Ромео и Джульетте» С. Прокофьева
- Ширин в «Легенде о любви» А. Меликова
- Лиза в «Тщетной предосторожности» А. Герольда
- Китри и па-де-де в «Дон-Кихоте» Л. Минкуса
- Ева в «Сотворении мира» А. Петрова
- Ангара в «Красавице Ангаре» Л. Книппера и Б. Ямпилова
- Гаянэ и Нунэ в «Гаянэ» А. Хачатуряна
- Анель в «Большом вальсе» И. Штрауса
- Солистка в «Пахите» Л. Минкуса
- Фригия в «Спартаке» А. Хачатуряна
- Маша в «Щелкунчике» П. И. Чайковского
- Солистка в «Шопениане» Ф. Шопена
- Никия в «Баядерке» Л. Минкуса
- Сольвейг в «Пер Гюнте» Э. Грига
- па-де-де Флорины и Голубой птицы в «Спящей красавице» П. И. Чайковского
- па-де-де из балета Б. Асафьева «Пламя Парижа»
- Кончита в «Авось!» А. Рыбникова
- Девушка в балете Ю. Корнакова «Владыка джунглей»
- Возлюбленная в «Лике богини» Ю. Ирдынеева
- ведущие партии в хореографической новелле Ц. Франка «Цветок лотоса» и камерном балете А. Шнитке «Маэстро»